# The King Blues
The King Blues — британская рок-группа, образовавшаяся в 2004 году в Лондоне, Англия, исполняющая панк-рок с элементами ска и рэгги. Группа выпустила два альбома, второй из которых, Save The World. Get The Girl, вышел на Island Records и получил благоприятные отзывы в музыкальной прессе. Заглавный трек альбома поднялся до #68 в UK Singles Chart. The King Blues исполняют политизированный рок (в качестве главного влияния называя The Clash) и считают себя частью «британского движения сопротивления». Лидер группы Итч активно сотрудничает с политическим изданием Last Hours.
3 апреля 2012 года музыканты объявили на официальном сайте, что группа прекращает существование и её последний альбом Long Live the Struggle выйдет в июле.
25 ноября 2015 года Итч заявил о воссоединении группы. 12 февраля 2016 года The King Blues выпустили пятый студийный альбом Off With Their Heads.

## Дискография

### Альбомы
| Год                                 | Заголовок               | Лейбл                      |
| ----------------------------------- | ----------------------- | -------------------------- |
| 2006                                | Under The Fog           | Household Name             |
| 2008 \|Save The World. Get The Girl | Field Recordings/Island |                            |
| 2011                                | Punk & Poetry           | Transmission Recordings    |
| 2012                                | Long Live the Struggle  | Transmission Recordings    |
| 2016                                | Off With Their Heads    | Speech Development Records |

### EPs
| Год  | Заголовок                        |
| ---- | -------------------------------- |
| 2007 | Taking Over EP                   |
| 2008 | The Engine Room Acoustic Session |

### Синглы
| Год  | Синглы                                                  | Из альбома…                  | Лейбл          |
| ---- | ------------------------------------------------------- | ---------------------------- | -------------- |
| 2006 | «Mr. Music Man»                                         | Under The Fog                | Household Name |
| 2007 | «Come Fi Di Youth»                                      | Under The Fog                | Field/Island   |
| 2008 | «Mr. Music Man» (перевыпуск)                            | Under The Fog                | Field/Island   |
| 2008 | «Let’s Hang The Landlord»/«Mayday!!!» (Сплит с Flobots) | Save The World. Get The Girl | Field/Island   |
| 2008 | «My Boulder» #156 UK                                    | Save The World. Get The Girl | Field/Island   |
| 2009 | «Save The World, Get The Girl» #68 UK                   | Save The World. Get The Girl | Field/Island   |
| 2009 | «I Got Love» #96 UK                                     | Save The World. Get The Girl | Field/Island   |